# Mønstring
Mønstring er et militært udtryk, der dækker at foretage eller blive inspiceret for, om personlig udrustning og mundering, køretøjer, fagligt udstyr eller uniformer er i fuld mængde og i brugbar stand.
Spejderpatruljen mønstres hver morgen på sommerlejren, for personlig hygiejne, orden og mandtal.
Soldater bliver typisk mønstret én gang om ugen, hvor al personlig udrustning bliver lagt frem og optalt.